# 石井賢次
石井 賢次 ／石井 忠張（いしい ともつぐ／いしい ただはる）は、戦国時代から安土桃山時代にかけての武将。肥前国の戦国大名・龍造寺氏の家老。佐賀藩祖・鍋島直茂の義兄、初代藩主・勝茂の伯父にあたる。

## 来歴
龍造寺隆信の家老格の重臣で、肥前国佐嘉郡飯盛城主であった石井兵部少輔常延の次男。母は蓮華院（黒尾氏）。妹に佐賀藩祖・鍋島直茂の正室で、初代藩主・勝茂の生母になった陽泰院がいる。
父や兄と共に、龍造寺隆信に仕えたが、隆信の後継者である鎮賢（しげとも、のちの政家）附の家老に配され、のちに鎮賢から偏諱を授けられて、「忠張」から「賢次」（ともつぐ）に改名した。
天正10年（1582年）、龍造寺氏が筑後国鷹尾城主・田尻鑑種を攻めたとき、支城・江ノ浦城攻略のため、一隊を率いて出陣したが、苦戦を強いられて、賢次も戦死した。享年51。
石井氏の系図によれば、陽泰院（鍋島直茂正室）の弟とされているが、享年からすると兄にあたる。
家督は嫡男・左衛門尉信貞（忠明）が継いだ。次男の進士之允茂兼は、龍造寺四天王の一人百武賢兼の養子となり、百武氏を継いだ。四男の修理亮茂成は、後に佐賀藩家老となり、鍋島直茂・勝茂父子に重用されている。

## 逸話
後に佐賀藩重臣となる中野清明は、もともと武雄城主・後藤貴明の重臣であったが、出奔して龍造寺政家の家老である賢次の知行地に流れてきた。そこで、賢次は四男・茂成と共に清明と会見し、非常に優れた人物であったので、義弟の鍋島直茂に推挙した。この清明の孫が武士道論書『葉隠』の著述者として知られる山本常朝である。

## 子孫
- 石井忠躬
- 石井照久
- 石井利雄